# Понтіак (Мічиган)
Понтіак (англ. Pontiac) — місто (англ. city) в США, в окрузі Окленд штату Мічиган. Населення — 61 606 осіб (2020). Діяльність міста тісно пов'язана з роботою підприємства General Motors.

## Географія
Місто обмежене містами Auburn Hills на сході та півночі, Lake Angelus на півночі, Waterford Township на заході, і Bloomfield Township на півдні.
Понтіак розташований за координатами 42°38′57″ пн. ш. 83°17′15″ зх. д. / 42.64917° пн. ш. 83.28750° зх. д. (42.649228, -83.287363).  За даними Бюро перепису населення США в 2010 році місто мало площу 52,54 км², з яких 51,73 км² — суходіл та 0,81 км² — водойми.

## Демографія
Згідно з переписом 2010 року, у місті мешкало 59 515 осіб у 22 220 домогосподарствах у складі 13 365 родин. Густота населення становила 1133 особи/км².  Було 27084 помешкання (516/км²).
Расовий склад населення:
| - 52,1 % — чорних або афроамериканців - 34,4 % — білих - 2,3 % — азійців - 0,6 % — корінних американців - 6,2 % — осіб інших рас |

До двох чи більше рас належало 4,5 %. Частка іспаномовних становила 16,5 % від усіх жителів.
За віковим діапазоном населення розподілялося таким чином: 27,2 % — особи молодші 18 років, 63,5 % — особи у віці 18—64 років, 9,3 % — особи у віці 65 років та старші. Медіана віку мешканця становила 33,4 року. На 100 осіб жіночої статі у місті припадало 96,4 чоловіків;  на 100 жінок у віці від 18 років та старших — 93,7 чоловіків також старших 18 років.
Середній дохід на одне домашнє господарство  становив 37 971 долар США (медіана — 28 505), а середній дохід на одну сім'ю — 42 354 долари (медіана — 32 195). Медіана доходів становила 31 888 доларів для чоловіків та 27 480 доларів для жінок. За межею бідності перебувало 35,7 % осіб, у тому числі 51,4 % дітей у віці до 18 років та 15,5 % осіб у віці 65 років та старших.
Цивільне працевлаштоване населення становило 22 678 осіб. Основні галузі зайнятості: освіта, охорона здоров'я та соціальна допомога — 21,9 %, мистецтво, розваги та відпочинок — 16,3 %, роздрібна торгівля — 12,9 %, виробництво — 12,1 %.

## Особистості
У місті народились:
- Джейкоб «Джек» Кеворкян (англ. Jacob «Jack» Kevorkian; 26 травня 1928 — 3 червня 2011, Детройт, штат Мічиган) — американський лікар, популяризатор евтаназії. Прізвиська — «Доктор Джек», «Доктор Смерть», «Доктор Суїцид»;
- Гері Пітерс (* 1958) — американський політик.